# Síndrome de Adie
El síndrome de Adie, también conocido como  Pupila Tónica de Adie, es un trastorno neurológico que afecta a la pupila y al sistema nervioso autónomo. Está causado por alteraciones en los nervios posteriores del sistema parasimpático que inervan el ojo, normalmente debido a una infección vírica o bacteriana, la cual causa una inflamación y se caracteriza por una pupila tónica dilatada. Es nombrada así por el neurólogo británico William John Adie.

## Cuadro clínico
Es una enfermedad neurológica (intrínseca, aislada y benigna)- El mecanismo encargado de contraer la pupila cuando hay luz no realiza su función correctamente. En la gran mayoría de los casos existe midriasis (pupila dilatada) pero también pueden darse casos de miosis, es decir, una pupila más contraída de lo normal.
Otros síntomas pueden incluir hipermetropía, debido a la parálisis acomodativa, fotofobia y dificultad para leer.

## Etiología
Los síntomas pupilares son el resultado de una infección viral o bacteriana que causa la inflamación y el daño a las neuronas del ganglio ciliar, que proporciona el control del iris. Además, los pacientes de esta enfermedad también pueden experimentar problemas con el control autónomo del cuerpo. Este segundo grupo de síntomas es causado por el daño a los ganglios de las raíces dorsales de la médula espinal.

## Diagnóstico
Un examen clínico revela una parálisis parcial del esfínter del iris o movimientos vermiformes(de forma de gusano) de éste. La pupila tónica puede verse reducida (miótica). Dosis reducidas (1/8%) de pilocarpina pueden encoger la pupila tónica, debido a la hipersensibilidad de la enervación colinérgica. Una pupila normal no se constreñirá con la dosis de pilocarpina diluida. Los escaneos de tomografía axial computarizada (TC) y los escaneos de resonancia magnética nuclear (RNM) pueden ser útiles en el análisis diagnóstico de los reflejos focales hipoactivos.

## Tratamiento
El tratamiento habitual del síndrome de Adie estandarizado es el uso de gafas para leer con el fin de corregir la disfunción de ambos ojos o de uno solo. Las gotas de pilocarpina deben ser administradas como tratamiento, así como una medida de diagnóstico, y deben ser aplicadas tres veces al día.

## Pronóstico
El Síndrome de Adie no es una amenaza para la vida o para la capacitación. Como tal, no hay índice de mortandad relativo a dicho estado, sin embargo, la pérdida de los reflejos del tendón interno es permanente y puede empeorar con el paso del tiempo.

## Epidemiología
Afecta más comúnmente a las mujeres jóvenes y es unilateral en el 80% de los casos.